# Пјана Баса (Бергамо)
Пјана Баса је насеље у Италији у округу Бергамо, региону Ломбардија.
Према процени из 2011. у насељу је живело 62 становника. Насеље се налази на надморској висини од 257 м.